# Westvoorne
Pour l’article homonyme, voir Westvoorn.
Westvoorne est une commune néerlandaise, en province de Hollande-Méridionale.
Elle a été créée le 1er janvier 1980 par la fusion des anciennes communes de Oostvoorne et Rockanje.
La commune englobe également les villages de Tinte et Helhoek.

## Historique
Il peut sembler étrange que le village Oostvoorne (Voorne de l'est) se trouve au nord. Ceci vient de l'époque précédent la percée du Haringvliet, lorsque ce territoire était uni avec l'ancienne île de Westvoorn qui fait maintenant partie de Goeree-Overflakkee.